# Miquel Ortiz (rector del Seminari Conciliar de Barcelona)
Miquel Ortiz (mort el 28 de setembre de 1621) fou un prevere catòlic català.
Entre 1619 i fins a la seva mort el 1621 fou rector del Seminari Conciliar de Barcelona. Durant el seu curt rectorat de només dos anys, es va iniciar un espècul, escrit pel seminarista convictor Cristòfor Sanou. Aquest llibre està dividit en cinc parts, i l'últim té forma de dietari, on entre d'altres dades hi trobem un llistat de seminaristes, un inventari de la roba i el mobiliari del Seminari que va trobar a l'inici del seu rectorat, i altres comptes sobre l'economia de l'institució.